# Histoire du français québécois
L’histoire du français québécois, à l'instar de l'histoire du Québec, s'inscrit dans plusieurs périodes charnières :  le régime français, le régime britannique, la période post-confédération et l'époque contemporaine depuis la Révolution tranquille.

## Sous le régime français

### Compagnies à charte

#### Implantation des colons
La langue française s'établit de façon permanente en sol nord-américain avec la fondation de Québec par Samuel de Champlain en 1608. Bien que la vallée du fleuve Saint-Laurent ait été explorée par Jacques Cartier dès 1534, ce n'est qu'avec la construction de l'habitation de Québec par Champlain que la France parvient à implanter une population française sur le territoire.
La fondation de la Compagnie de la Nouvelle-France par Richelieu en 1627 se traduit par l'arrivée de plusieurs vagues de colons. Entre 1627 et 1663, quelques milliers de Français débarquèrent en Nouvelle-France, soit à Québec, au Canada français. Les provinces françaises les mieux représentées lors de ces migrations sont celles du nord-ouest, soit la Normandie, l'Aunis, le Perche, la Bretagne, Paris et l'Île-de-France, le Poitou, le Maine, la Saintonge et l'Anjou. Quelque 1 250 immigrants s'installeront durant cet intervalle de 35 ans.

#### Assimilation des Autochtones
Le colonisateur français désire l'intégration des Autochtones qu'il nomme « sauvages ». En 1618, Champlain dit aux chefs hurons: « Nos jeunes hommes marieront vos filles et nous ne formerons plus qu'un peuple. »
Vers 1680, le gouvernement de Versailles autorise une dépense de 3 000 livres, soit 60 dots de 50 livres, pour chaque Autochtone qui épousera un Français. Il y eut 120 unions officielles. On envoya aussi plusieurs Autochtones pour les éduquer en France, croyant qu'à leur retour parmi les leurs, ils auraient une grande influence sur la communauté tout entière.
En 1673, Frontenac, s'exprime ainsi devant les représentants des tribus iroquoises à Cataracoui :

« [...] Je vous conjure avec toutes sortes d'instances de faire apprendre à vos enfants la langue française que les Robes-Noires peuvent leur enseigner, cela nous unirait davantage et nous aurions la satisfaction de nous entendre les uns les autres sans interprète. »

Mais, comme le dira mère Marie de l'Incarnation, fondatrice des Ursulines et responsable de l'éducation des filles dans la colonie : « On fait plus facilement un Sauvage avec un Français qu'un Français avec un Sauvage. ». Cette phrase souvent citée, témoigne du peu d'attrait qu'exerce le mode de vie et la culture française sur les Autochtones comparativement à l'attrait fort et bien senti, durant toute l'histoire de la Nouvelle-France, du mode de vie autochtone, synonyme de liberté et d'aventure, sur les Français et plus tard les Canadiens français. L'intendant Jean Talon dira même : « Les petits enfants ne pensent qu'à devenir un jour coureur des bois. »
Plusieurs facteurs, dont l'infériorité numérique des colons, le fait que l'on dépende d'une alliance intime avec les Autochtones pour la défense des colonies contre la puissance britannique, amèneront les Français à prendre le chemin de l'école des langues et des coutumes autochtones. Assez tôt dans l'histoire, les « truchements » (interprètes) de la Nouvelle-France deviennent indispensables au progrès de la colonie laurentienne. De plus, le principal commerce du pays, la traite des fourrures, ne peut se faire sans la participation des autochtones.

### Province royale

#### Croissance démographique
Il faudra en réalité attendre l'élévation de la Nouvelle-France au statut de province royale en 1663 et la venue de l'intendant Jean Talon pour que la Nouvelle-France soit dotée d'une véritable politique de population. Toutefois, ce dernier, ne recevant pas le nombre d'immigrants qu'il demande à Versailles pour le développement du Canada français et de l'Acadie, se résout à élaborer des politiques visant à favoriser la rétention des arrivants, qui ont tendance à retourner en France ou à quitter le Québec pour les Antilles, et à favoriser la natalité de la population déjà établie, qui se chiffre alors à 2 500 pour le Canada français.
D'après l'étude exhaustive effectué par le Programme de recherche en démographie historique (PRDH) de l'Université de Montréal, les immigrants fondateurs du Canada français comptent 8 527 personnes, dont 7 656 (90 %) sont originaires de France. Les autres viennent de Belgique, d'Allemagne, de Suisse, d'Italie et même d'Irlande.
Durant la période de 1730 à 1750, on note une diversification des immigrants. On compte des colons du sud de la France, 500 huguenots, quelque 1 000 fugitifs de la Nouvelle-Angleterre et 300 esclaves noirs. Alors que la Nouvelle-France est perpétuellement menacée par les colonies britanniques qui sont plus peuplées, plus développées et puissantes, celles-ci reçoivent également une immigration de huguenots Français persécutés en raison de leur religion. 
Ainsi, à la veille de la guerre de Sept Ans, on compte environ 70 000 colons au Canada français et 12 000 Acadiens.

#### Commentaires d'observateurs sur la langue parlée
Claude-Charles Bacqueville de La Potherie, auteur d'une Histoire de l'Amérique septentrionale (1722), commente la vie coloniale.  Dans la dixième lettre de son Histoire, intitulée Gouvernement de Quebec, ville Capitale de la Nouvelle-France. Idée du Commerce. Caractere des Canadiens, & la maniere dont ils font leur établissement par les Castors, il écrit :

« On parle ici parfaitement bien, sans mauvais accent. Quoi qu'il y ait un mélange de presque toutes les Provinces de France, on ne sauroit distinguer le parler d'aucune dans les Canadiennes. »

Thomas Jefferys, géographe et cartographe (en 1760):

« On remarque que les Canadiens ont un discours animé par un air de la liberté, qui leur est naturel et propre, et qu'ils parlent un français très pur, et sans le moindre accent incorrect. Il y a peu de gens riches dans cette colonie, cependant tous vivent bien, sont extrêmement généreux et hospitaliers, offrent de très bonnes tables, et aiment à se vêtir avec goût. On les reconnaît bien faits et d'une complexion très agréable, plein d'esprit dans leur conversation, polis dans leur comportement, et des plus obligeant dans leurs manières,. »

Le naturaliste suédois, Pehr Kalm, qui séjourne au Canada français en 1749, écrit :

« Langue française. Tous, ici, tiennent pour assuré que les gens du commun parlent ordinairement au Canada un français plus pur qu'en n'importe quelle Province de France et qu'ils peuvent même, à coup sûr, rivaliser avec Paris. Ce sont les Français nés à Paris, eux-mêmes, qui ont été obligés de le reconnaître. La plupart des habitants du Canada, hommes et femmes, peuvent lire un texte, mais aussi écrivent assez bien. J'ai rencontré des femmes qui écrivaient comme le meilleur des écrivains publics et je rougis, pour ma part, de n'être pas en mesure de le faire de la sorte. Leur qualité en la matière provient du fait qu'au Canada on n'a qu'une seule sorte de caractères à apprendre à tracer, c'est-à-dire ceux du latin et du français; en outre, toute jeune fille désire volontiers écrire des lettres à son amoureux sans avoir à recourir à quelqu'un d'autre; »

De 1743 à 1758, le père Pierre-Philippe Potier consigne quelque 2 000 mots et expressions de ses contemporains français. Notamment au Fort Pontchartrain du Détroit dans les Pays d'en Haut. (Le manuscrit est porté à l'attention du public en 1904-1906 quand la Société du parler français en Nouvelle-France décide d'en publier des extraits dans son Bulletin.)
Il émerge de ces constatations le tableau d'un français parlé assez homogène qui n'a pas pu changer beaucoup depuis quant à sa structure grammaticale de base. Cependant, la nature anecdotique de ces commentaires fait en sorte qu'il est impossible d'en tirer des conclusions sur la variété de français parlée ou le niveau de langue observé (acrolecte ou basilecte), ou de savoir quelles sont les caractéristiques morphologiques et syntaxiques de ce français parlé par la majorité des colons installés dans la colonie.

### Genèse linguistique du français québécois

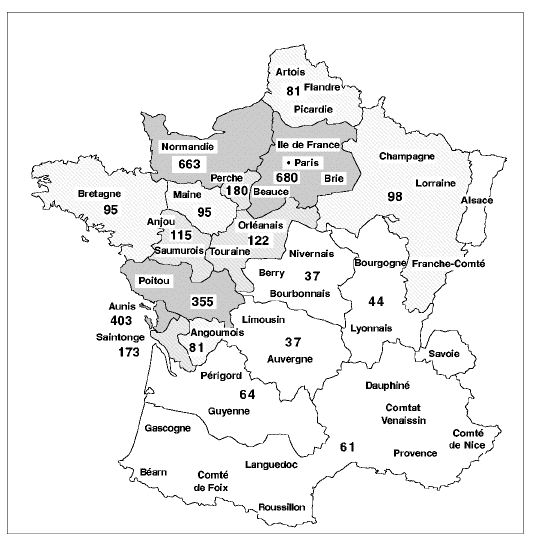
Distribution des immigrants par province d'origine (d'après Charbonneau & Guillemette 1994:169)

Deux hypothèses s'opposent quant au français qui était parlé au début de la Nouvelle-France. La première correspond au choc des patois. Les premiers colons arrivés en trois grands centres — Montréal, Québec et Trois-Rivières — auraient parlé patois et l'amalgame de ces patois aurait formé le français québécois de la Nouvelle-France.  La deuxième théorie est celle de Mougeon et Béniak, qui dit que les colons auraient parlé un mélange de français parisien et de français de la Cour, ainsi le français québécois serait né d'un français populaire de France.
Le nombre et l'origine des colons arrivés pendant le régime français sont connus de façon assez détaillée au moins depuis Godbout (1946) et le tableau qui en résultait a été perfectionné énormément avec les travaux de Charbonneau et al. (1987) et Charbonneau & Guillemette (1994). Les données démographiques qui peuvent en être tirées montrent une grande hétérogénéité d'origines des colons. Parallèlement, le Rapport Grégoire est le premier témoin de la diversité linguistique qui prévalait en France à la fin de l'Ancien Régime, soit à une époque où l'unification linguistique de la Nouvelle-France semble être acquise si on prête foi aux commentaires de voyageurs tels que Bacqueville de La Potherie, Thomas Jefferys et Pehr Kalm. S'appuyant pour l'essentiel sur les mêmes données démographiques, Philippe Barbaud et Henri Wittmann, ont élaboré des hypothèses contradictoires sur la genèse linguistique du français québécois, situant le choc des patois qui y précède soit avant ou après le peuplement de la Nouvelle-France.
Des études plus récentes, par contre, suggèrent une provenance beaucoup plus localisée des migrants. Il s'agit du Poitou et de la Normandie.

## Sous le régime britannique
Le 13 septembre 1759, Québec, capitale politique de la Nouvelle-France, donc du Canada, est prise par l'armée britannique. Les conséquences de cet événement transformeront la situation linguistique du Canada de façon draconienne.
Selon les termes du traité de capitulation de Montréal de 1760, l'armée française quitte le territoire conquis. L'élite dirigeante, composée de membres de l'aristocratie française et de hauts commerçants français fait de même. Ne reste que le peuple, le clergé catholique, la petite bourgeoisie et les gens de l'administration civile, pour l'immense majorité nés dans la colonie. Les gens qui restent dans la colonie deviennent sujets britanniques. Peu de temps après la conquête, le général britannique Jeffrey Amherst met sur pied un gouvernement militaire provisoire qui perdure jusqu'en 1763.
En 1763, la France cède le nord de la Nouvelle-France à la Grande-Bretagne par le traité de Paris. Très rapidement, la nouvelle élite monarchiste décide du sort des colons francophones : ils seront assimilés, c'est-à-dire qu'ils seront amenés à se fondre dans la société anglophone et protestante du royaume britannique. Le 7 octobre, la Proclamation royale britannique vient définir les nouvelles conditions politiques de la colonie, renommé la Province of Quebec dont le territoire est réduit à la zone habitée le long du fleuve Saint-Laurent. James Murray est nommé gouverneur et devient responsable d'implanter la politique britannique concernant la colonie. Il doit favoriser l'immigration britannique, implanter la religion officielle – l'anglicanisme – et les structures administratives et judiciaires britanniques.
Le transfert de pouvoir amène l'administration britannique et l'implantation graduelle de colons britanniques anglophones. En remplacement des nobles et des grands bourgeois français, débarquent des nobles et des grands bourgeois anglais et écossais en provenance des Îles britanniques et des colonies britanniques du sud. Le commerce passe rapidement aux Britanniques qui s'installent à Québec. À cause du « serment du test », tous les catholiques sont légalement exclus des fonctions publiques. Il ne reste plus aux Canadiens qu'à cultiver leurs terres pour subsister.
La langue française, qui jusqu'alors jouissait du statut de lingua franca dans tous les échelons de la société, se voit reléguée au deuxième rang dans la pratique du commerce et dans les communications d'État. Par nécessité, la classe éduquée se met à apprendre la langue anglaise et devient graduellement bilingue.
L'Acte de Québec de 1774 répond à plusieurs des demandes des Québécois, qui jusque-là s'étaient activés à pétitionner la couronne britannique afin d'obtenir la restauration des lois civiles françaises et des garanties à l'utilisation de leur langue et de leur foi catholique.

### Révolution américaine
Le commencement de la révolution américaine, suivie de la Guerre d'indépendance, ralentit complètement l'effort de colonisation du Québec par le gouvernement britannique. L'Acte de Québec fait justement partie des lois anglaises qui sont alors qualifiées d'« intolérables » (Intolerable Acts) par les parlementaires des Treize colonies. Jusqu’à la reconnaissance de l'indépendance des États-Unis d'Amériques par la Grande-Bretagne, le statu quo linguistique persiste. La majeure partie des Québécois choisit de ne pas participer au conflit entre la Grande-Bretagne et ses colonies. La démographie de la population francophone est constamment en hausse alors que celle de la population anglophone reste stable.
La fin de la guerre apporte des changements démographiques immédiats. Quelque 7 000 sujets loyalistes viennent s'établir dans la Province de Québec et augmenter l'importance de la population anglophone.